# Séisme de 2018 à Hualien
Le séisme de 2018 à Hualien est un tremblement de terre qui s'est produit le 6 février 2018 à Taïwan. L'épicentre se situe au nord de la ville d'Hualien, sur la côte orientale de l'île. Avec une magnitude de 6,4 et une intensité de VIII sur l'échelle de Mercalli , il fait de nombreux dégâts qui provoquent la mort de 17 personnes et en blessent près de 300 autres.

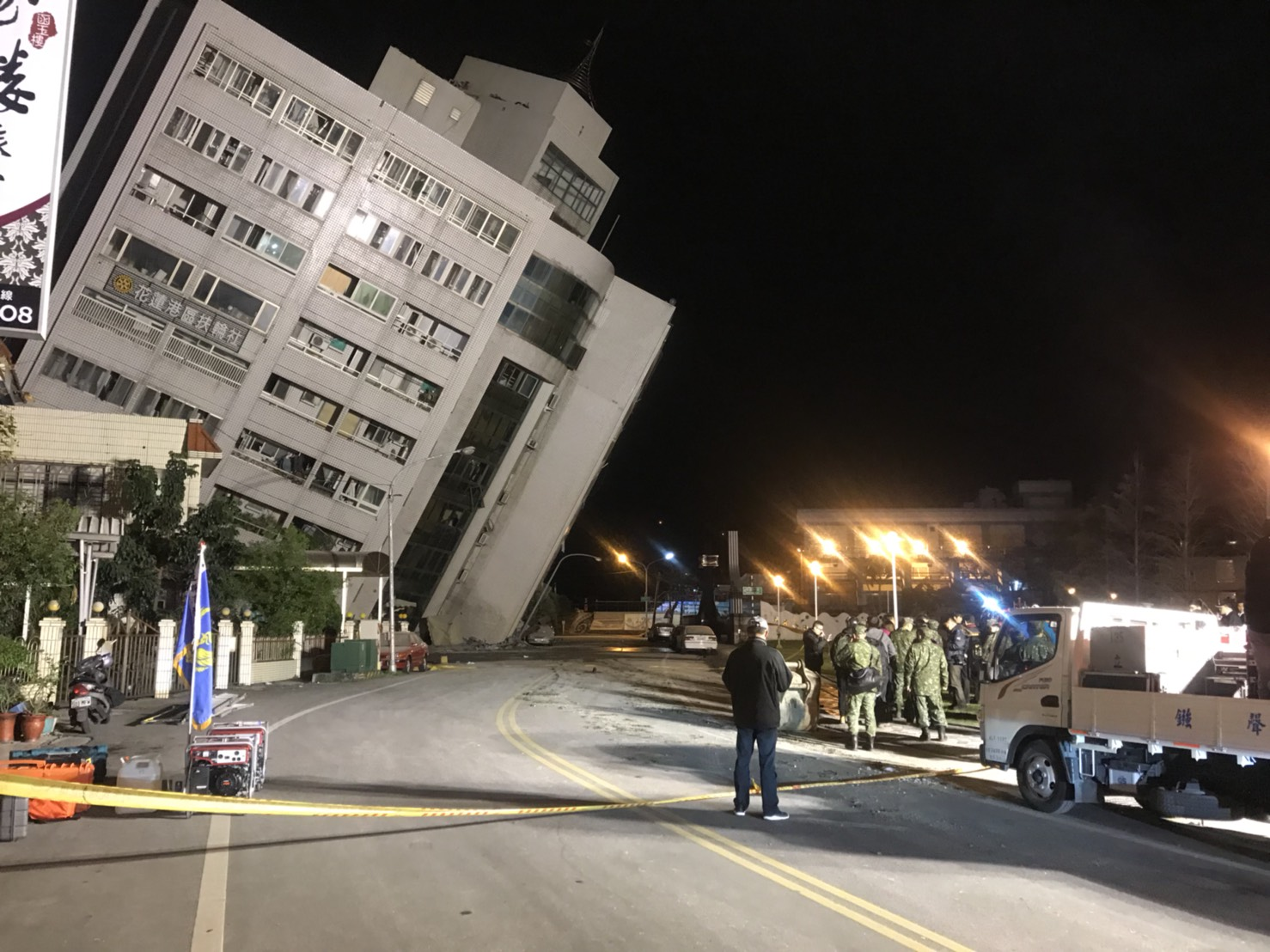
Immeuble de Hualien endommagé à la suite du séisme.

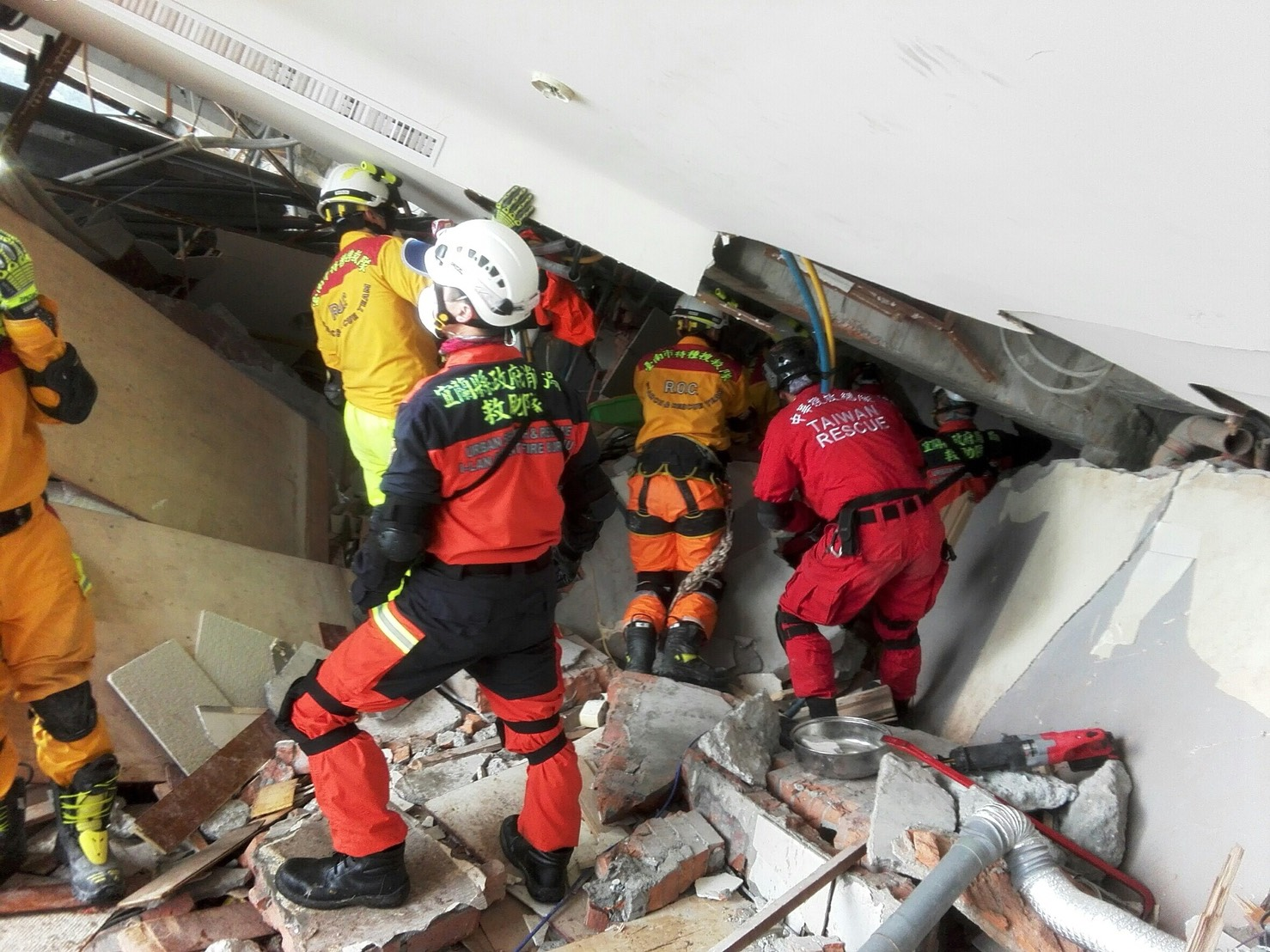
Secouristes dans les ruines d'un immeuble.